# Henryk z Geldrii
Henryk z Geldrii (ur. w 1215/1217, zm. 23 kwietnia 1285) – biskup Liège w latach 1247–1274.

## Życiorys
Henryk był młodszym synem hrabiego Geldrii Gerarda III i Małgorzaty, córki księcia Brabancji Henryka I. W 1245 został prepozytem katedralnym w Utrechcie. W 1247 został biskupem Liège. W sporze o tron niemiecki wsparł swego kuzyna hrabiego Holandii Wilhelma. Toczył nieustanne spory z miejscowymi możnymi, wskutek czego księstwo biskupie było zniszczone i mocno zadłużone. W 1274 został pozbawiony godności biskupiej przez papieża Grzegorza X. Usunął się do Montfort, skąd uprawiał proceder rozbójnika, do końca życia podejmował też próby odzyskania utraconej funkcji.